# サッカーミクロネシア連邦代表
サッカーミクロネシア連邦代表（サッカーミクロネシアれんぽうだいひょう）は、ミクロネシア連邦サッカー協会（FSMFA）によって編成されるミクロネシア連邦のサッカーのナショナルチームである。ミクロネシア連邦はFIFAに加盟していないため、ワールドカップやOFCネイションズカップに参加する事は出来ない。
2015年のパシフィックゲームズサッカー競技では、グループリーグ3試合でタヒチに0-30，フィジーに0-38，そして最終試合となったバヌアツに0-46で3試合続けて30点以上の大差を付けられるという、記録的な惨敗だった（尚、この大会ではU-23代表メンバーが出場しているため、フル代表戦ではなくギネス記録と認定されない）。

## パシフィックゲームズの成績
| 開催年 | 結果               | 試合   | 勝利   | 引分   | 敗戦   | 得点   | 失点   |
| ------ | ------------------ | ------ | ------ | ------ | ------ | ------ | ------ |
| 1963   | 不参加             | 不参加 | 不参加 | 不参加 | 不参加 | 不参加 | 不参加 |
| 1966   | 不参加             | 不参加 | 不参加 | 不参加 | 不参加 | 不参加 | 不参加 |
| 1969   | 不参加             | 不参加 | 不参加 | 不参加 | 不参加 | 不参加 | 不参加 |
| 1971   | 不参加             | 不参加 | 不参加 | 不参加 | 不参加 | 不参加 | 不参加 |
| 1975   | 不参加             | 不参加 | 不参加 | 不参加 | 不参加 | 不参加 | 不参加 |
| 1979   | 不参加             | 不参加 | 不参加 | 不参加 | 不参加 | 不参加 | 不参加 |
| 1983   | 不参加             | 不参加 | 不参加 | 不参加 | 不参加 | 不参加 | 不参加 |
| 1987   | 不参加             | 不参加 | 不参加 | 不参加 | 不参加 | 不参加 | 不参加 |
| 1991   | 不参加             | 不参加 | 不参加 | 不参加 | 不参加 | 不参加 | 不参加 |
| 1995   | 不参加             | 不参加 | 不参加 | 不参加 | 不参加 | 不参加 | 不参加 |
| 2003   | グループリーグ敗退 | 4      | 0      | 0      | 4      | 0      | 52     |
| 2007   | 不参加             | 不参加 | 不参加 | 不参加 | 不参加 | 不参加 | 不参加 |
| 2011   | 不参加             | 不参加 | 不参加 | 不参加 | 不参加 | 不参加 | 不参加 |
| 合計   | 1/13               | 4      | 0      | 0      | 4      | 0      | 52     |